# Canthumeryx
Canthumeryx — викопний рід примітивних парнокопитних жирафів.